# Spica (djur)
För andra betydelser, se Spica.
Spica är ett släkte av fjärilar. Spica ingår i familjen sikelvingar.
Kladogram enligt Catalogue of Life:
| Spica | \| \| Spica aurea \| \| \| \| \| \| Spica luteola \| \| \| \| \| \| Spica parallelangula \| \| \| \| |
|       | \| \| Spica aurea \| \| \| \| \| \| Spica luteola \| \| \| \| \| \| Spica parallelangula \| \| \| \| |
|       | Spica aurea                                                                                          |
|       | |
|       | Spica luteola                                                                                        |
|       | |
|       | Spica parallelangula                                                                                 |
|       | |